# Anna Weber-van Bosse

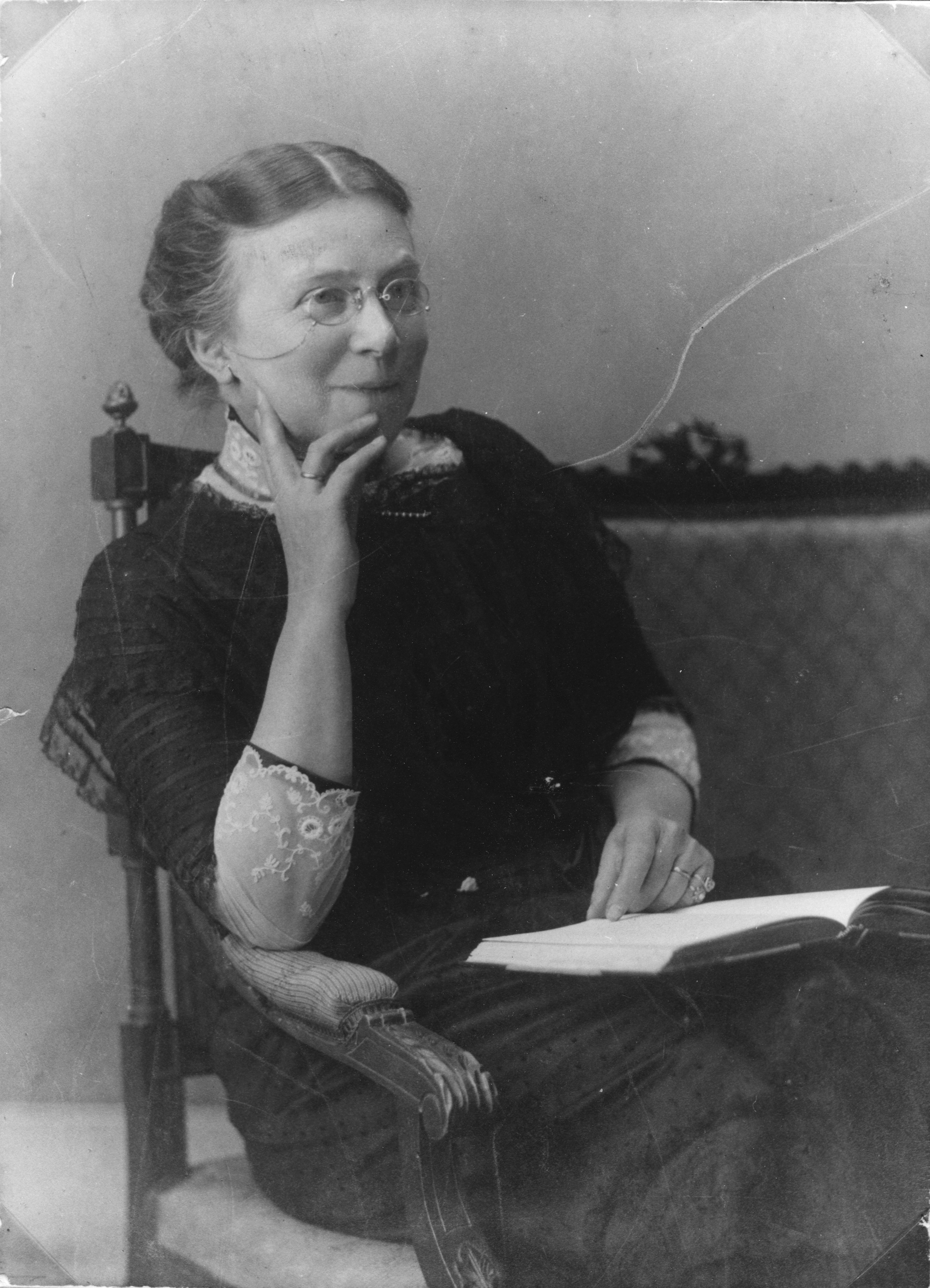
Anna Antoinette Weber-van Bosse um 1910

Anna Weber-van Bosse (* 27. März 1852 in Amsterdam; † 29. Oktober 1942 in Eerbeek) war eine niederländische Algologin. Sie beschrieb viele neue Arten und Gattungen, da sie die erste war, die in abgelegenen tropischen Gebieten sammelte und Material verwendete, das mit Schleppnetzen in den Schelfregionen gesammelt worden war. Ihr botanisches Autorenkürzel lautet „Weber-van Bosse“.

## Leben und Wirken
Anna van Bosse wurde am 27. März 1852 in Amsterdam als Tochter des Geschäftsmanns Jacob van Bosse (1812–1894) und seiner Frau Jaqueline Jeanne (1813–1856) geboren. 1870 heiratete sie den Maler Wilhelm Ferdinand Willink van Collen. Nach dessen Tod (1878) schrieb sie sich 1880 als eine der ersten Frauen an der Universität von Amsterdam ein, um unter dem Pflanzenphysiologen Hugo de Vries und dem Botaniker C.A.J.A. Oudemans zu studieren. Nach drei Jahren des Studiums der allgemeinen Botanik spezialisierte sie sich auf Algen.

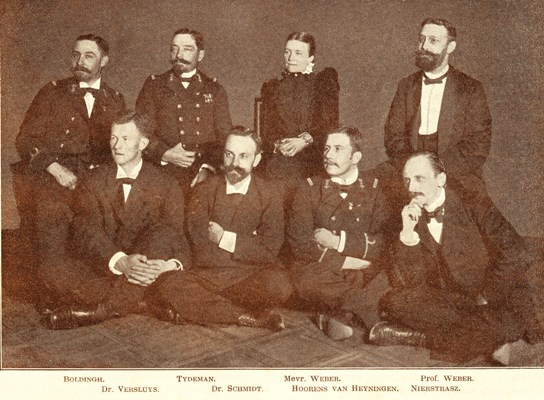
Die Wissenschaftler der Siboga-Expedition, darunter Anna Weber-van Bosse

1883 heiratete Anna Weber-van Bosse den deutsch-niederländischen Zoologen Max Wilhelm Carl Weber. Eine ihrer ersten wissenschaftlichen Arbeiten beschäftigte sich 1887 mit den Algen, die im Fell der Faultiere leben. In den folgenden Jahren begleitete sie ihren Ehemann auf Forschungsreisen nach Nord-Norwegen, niederländisch Ost-Indien und Südafrika, um dort marine Algen zu sammeln. 1899–1900 nahm sie an der von ihrem Mann geleiteten Siboga-Expedition teil, wo sie für das Sammeln von Algen verantwortlich war. Nach der Forschungsreise veröffentlichte sie zahlreiche wissenschaftliche Arbeiten über die gesammelten tropischen marinen Algen. Unter den von ihr neu entdeckten Gattungen waren Periphykon, Exophyllum, Chalicostroma, Microphyllum, Corallophila, Aneuria, Etherlia, Perinema, Tapeinodasya, Mesospora, Bryobesia und Tydemania. Außerdem half sie ihrem Mann die etwa 137 Monographien basierend auf dem Material der Expedition zu veröffentlichen.
Zusätzlich veröffentlichte sie einige Arbeiten zu marinen Algen, die auf anderen Expeditionen gesammelt worden waren, u. a. von der 1905 von John Stanley Gardiner durchgeführten Percy Sladen Trust Expedition, von der dänischen Expedition 1914–1916 zu den Kai-Inseln, und dem Material das von 1926–1929 von Prinz Leopold von Belgien gesammelt worden war. Den Großteil ihrer Arbeiten führte sie in einem kleinen Labor auf dem Gut Huis te Eerbeek durch. Ihre große Sammlung an Algen, die sie durch die Sammlungen von Friedrich Traugott Kützing, Ferdinand Hauck und Willem Frederik Reinier Suringar erweitert hatte, schenkte Anna Weber-van Bosse 1934 dem Nationalmuseum in Leiden.

## Ehrungen
Anna Weber-van Bosse war seit 1885 Mitglied der Nederlandsche Botanische Vereeniging, seit 1924 Ehrenmitglied, seit 1938 das älteste Mitglied. Die Universität Utrecht verlieh ihr 1910 die Ehrendoktorwürde. Als Anerkennung für ihre Arbeiten, hauptsächlich aus der Siboga-Expedition, erhielt sie 1935 das Offizierskreuz des niederländischen Verdienstordens.